# 南部新城
南部新城是南京市主城区南部的重要开发建设区域，以南京南站为中心，北起秦淮河、运粮河至南京绕城公路，西起南河、接秦淮新河、沿机场二通道接宁丹公路，南至绕越高速，东至宁杭高速，总用地面积164平方公里，规划人口约160万。南部新城定位为以交通枢纽、现代金融服务业、软件（智慧）产业以及居住为主的城市新中心，是南京“十三五”期间的重要战略功能区。

## 历史沿革

### 大校场机场的搬迁
南部新城的前身是大校场机场，曾是中国近代史上最大的航空基地之一。2015年7月，大校场机场正式关停转场，释放了超过100平方公里的净空限制，为南部新城的开发提供了宝贵空间。
机场的2600米长主跑道被完整保留，未来将建成全球规模最大、保护最完整的机场跑道公园，航站楼将改造为社区服务中心，瞭望塔则融入商业设施场景。

### 规划与建设
南部新城的开发建设分为启动期、成长期和成熟期三个阶段，目标是打造具有国际水准的现代化都市新中心。

## 地理位置与行政区划
南部新城位于南京市主城南部，横跨秦淮区、雨花台区和江宁区，核心区约10平方公里。
区域紧邻南京南站，毗邻绕城公路，可快速通达长三角各大城市，交通便捷，区位优势显著。

## 功能定位与发展目标

### 枢纽经济平台
南部新城以南京南站为核心，汇聚大量人流、物流、资金流和信息流，是南京枢纽经济的重要载体。

### 智慧城市典范
南部新城以智慧城市建设为核心，采用“数字孪生智能新城”模式，推动5G网络、人工智能、大数据等技术的应用，打造智能城区标杆。

### 低碳生态示范区
通过中芬合作交流中心等项目，南部新城引入先进的低碳生态技术，如双层呼吸幕墙、水源热泵系统等，目标是实现全域二星级及以上绿色建筑100%覆盖27。

## 重点项目与建设进展

### 中芬合作交流中心
被称为“冰立方”的中芬合作交流中心是南部新城的标志性建筑，采用双层玻璃幕墙和水源热泵技术，预计2025年投入使用。

### 全民健身中心
南部新城全民健身中心包含综合馆、篮球馆、游泳馆等设施，已于2024年2月9日全面建成。

### 交通基础设施
南部新城规划建设6条地铁线、11个站点，目前已建成多条道路和桥梁，如承天大道跨外秦淮河大桥，进一步畅通区域交通。

#### 地铁站
南部新城目前有3条地铁线路正在建设中:
- 5号线，南北贯穿南部新城的线路。
- 6号线，南北贯穿南部新城的线路。
- 10号线，东西贯穿南部新城的线路，系二期。

#### 有轨电车
- 南部新城有轨电车计划利用现有大校场机场专用线进行改造，改造为一条集交通、游憩、生态、人文、休闲等为一体的功能复合型线路[7]。

### 经济与产业布局
南部新城以商务商贸业为主导，重点发展文化创意产业和健康休闲产业，目标是打造南京的“城市新中心、文化新地标、产业新高地”。
区域内规划建设中央商务区，吸引总部经济、首店经济和夜间经济，成为南京南部的重要增长极。

## 未来展望

### 智慧城市建设
南部新城将继续推进智慧交通、智慧建筑、智慧水务等领域的建设，打造全国领先的智慧城市典范。

### 产业与人口集聚
随着基础设施的完善和产业项目的落地，南部新城预计将吸引160万人口，成为南京城市化进程的重要引擎。

## 相关链接
- 南部新城开发建设管委会 （页面存档备份，存于）